# 森島孝浩
森島 孝浩（もりしま たかひろ、1988年7月10日 - ）は、プロレスのレフェリー。栃木県宇都宮市出身。身長178cm、体重80kg。血液型B型。

## 略歴
- 2007年4月、高校卒業と同時に大日本プロレスに入社。登坂栄児統括部長の指導を受ける。
- 同年5月20日・桂スタジオ大会、井上勝正・今井計 vs 大橋篤・GENTARO戦でレフェリーデビュー。
- 同年12月、ブログ「誠実だけが取り柄です」開設。
- 2008年1月6日・桂スタジオ大会、蛍光灯デスマッチのレフェリーに初挑戦。

## 人物
- 剣道歴10年で、弐段。
- 書道も段位を持つ。